# Miconia egensis
Miconia egensis är en tvåhjärtbladig växtart som beskrevs av Célestin Alfred Cogniaux. Miconia egensis ingår i släktet Miconia och familjen Melastomataceae. Inga underarter finns listade i Catalogue of Life.